# Daubenhauer

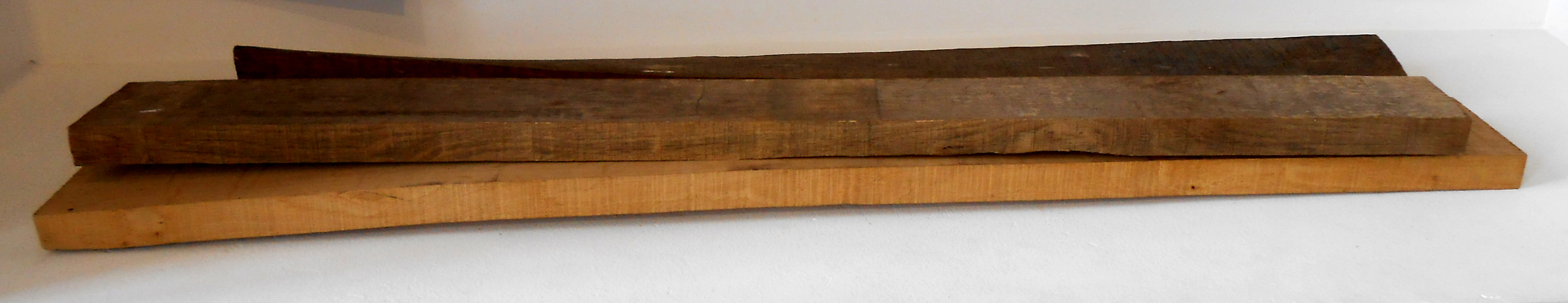
Fassdauben

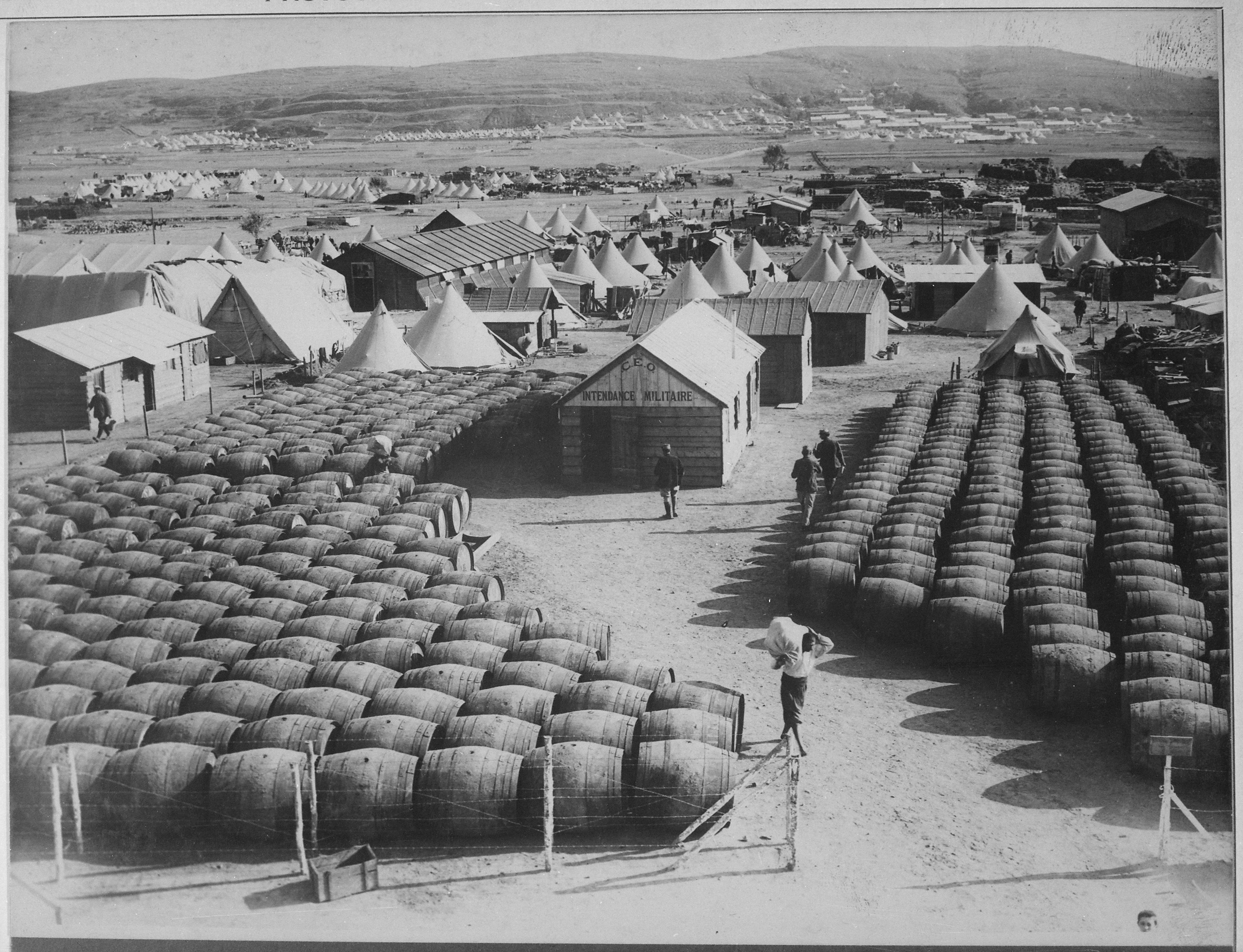
Weinlager der französischen Armee auf der Dardanelleninsel Lemnos ca. 1919. Das Bild illustriert die frühere massenhafte Verbreitung von Holzfässern als Transport- und Lagerbehältnis.

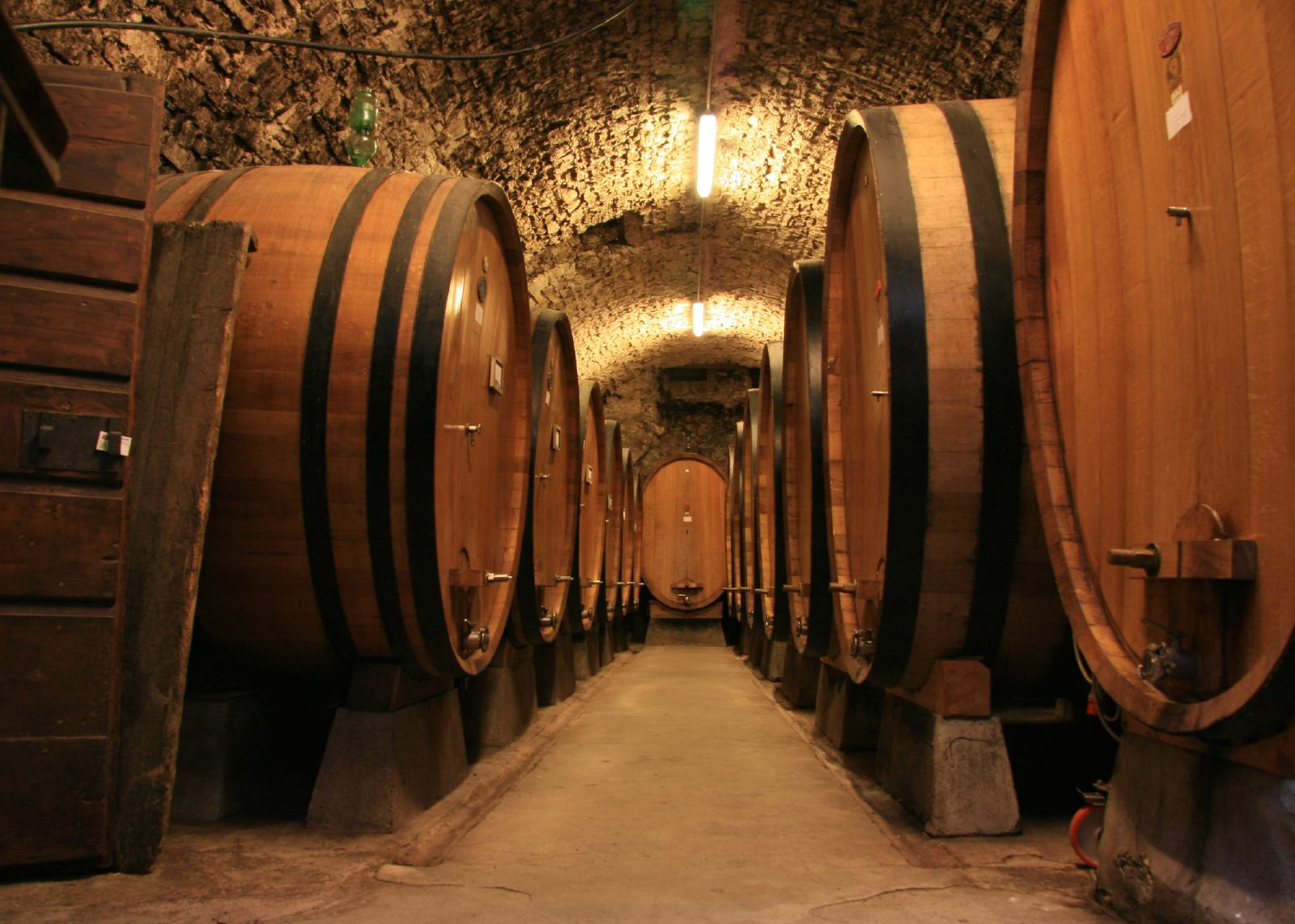
Moderne Eichenholzfässer im Chianti-Gebiet, Toskana, Italien

Daubenhauer, auch Daubenmacher, war ein traditioneller Holzberuf, der Fassdauben herstellte, also Holzbretter zur Herstellung von Fässern.
In früheren Jahrhunderten waren Holzfässer ein Massenprodukt und es gab von den Küfern (auch Böttchern), die Holzfässer herstellten, eine große Nachfrage nach Dauben. Nicht nur Wein und Bier wurde in Holzfässern gereift, gelagert und transportiert, auch für andere Flüssigkeiten und Produkte (etwa Heringstonnen, Pulverfässer, Salzfässer, Erdpechfässer) wurden Holzfässer verwendet. Heute ist der Bedarf an Dauben deutlich geringer.

## Hölzer
Entscheidendes Qualitätskriterium war die Dichtigkeit der Fässer, ganz gleich, ob es darum ging, Flüssigkeiten sicher einzuschließen oder umgekehrt Pulver, Schiffszwieback oder Salz vor Regen oder Seewasser zu schützen. Um diese Anforderung zu erfüllen, kommen als Ausgangsmaterial nur feinporige, feste und dicht gewachsene Hölzer und Stämme in Frage. Typisches Daubenholz sind vor allem mehr als zweihundertjährige Eichen von Standorten, an denen die Bäume langsam wachsen. Dabei kommt weder Splintholz noch weiches Kernholz in Frage. Heutige Herkunftsgebiete sind einige Lagen im Pfälzerwald, im Hunsrück, der Eifel und im Bienwald  sowie Gebirgslagen im französischen Zentralmassiv im Limousin und Morvan.
Außer verschiedenen Eichenarten wird auch das Holz der Edelkastanie für Fassdauben verwendet.

## Herstellung
Fassdauben können nicht einfach gesägt werden, sondern das Holz muss vom Daubenhauer entlang seiner natürlichen Fasern gespalten werden. Diese Spaltung wird als Spiegelschnitt bezeichnet, denn die Fasern schimmern im Licht, während Holz an Sägeschnitten matt bleibt. Aus einem Festmeter Eiche werden so nur 0,3 Kubikmeter Fassdauben gewonnen. Die typische Lagerzeit und damit Reifezeit für Daubenholz im Freien beträgt drei Jahre. In dieser Zeit werden auch Tannine vom Regen ausgewaschen. Erst die gespaltenen Bretter wurden dann früher mit der Axt zugehauen, in neuerer Zeit und heute zugesägt.

## Heutige Rechtslage in Deutschland
Das früher weitverbreitete Handwerk der Daubenhauerei (französisch Merrandier) ist heute kein Ausbildungsberuf mehr. Der Beruf des Daubenhauers stellt ein handwerksähnliches Gewerbe nach Anlage B 2 der Handwerksordnung dar. Im Gegensatz zu den Handwerken mit Zulassungspflicht können die handwerksähnlichen Gewerbe ohne besondere Qualifikation – also ohne etwa Meister- oder Gesellenprüfung – selbstständig ausgeübt werden.

## Heutige Verbreitung
Mit dem Aufkommen von emaillierten Stahlfässern, Edelstahltanks, Kunststofffässern oder beschichteten Betonbottichen in Brauereien und bei Winzern entfiel in Deutschland die Nachfrage nach Holzfässern und damit die Grundlage für das Handwerk der Daubenhauerei.
Während etwa in Frankreich, wo immer noch viele Weine in Holzfässern ausgebaut werden, weiterhin Daubenhauer arbeiten, gibt es in Deutschland nur noch einen Betrieb in Mölschbach im Pfälzerwald. Der Betrieb überlebte, weil einige deutsche Winzer begannen, einen Teil der Weine wieder in Barrique-Fässern auszubauen.
In Frankreich wurde im Jahr 2006 Holz für Fassdauben im Wert von 120 Millionen Euro und Fässer für 400 Millionen Euro umgesetzt. Frankreich exportiert auch viele Fässer in Länder, in denen noch Weine auf traditionelle Weise in Barrique-Fässern ausgebaut werden. Weitere Nachfrager sind etwa Portugal für Portwein und Länder mit Whisky-Produzenten.

## Ehemalige Daubenhauerei
Die Bruchsaler HIB Trim Part Solutions GmbH ging aus einer großen 1875 gegründeten Daubenhauerei für Eichenholz-Bierfässer hervor. Sie war lange Zeit als Holzindustrie Bruchsal bekannt und stellte mit 1.300 Mitarbeitern Applikationen für Fahrzeuginnenräume von hochpreisigen Autos her, etwa Holzapplikationen für Audi, BMW, Maybach, Mercedes-Benz, Mini, Porsche und Volkswagen.

## Filmbericht
- Handwerk wiederbelebt. Der letzte Daubenhauer. Bericht der SWR Landesschau aktuell Rheinland-Pfalz, SWR-Sendung vom 30. März 2016 um 18.45 Uhr[11]